# Four Oaks
Four Oaks is een plaats (town) in de Amerikaanse staat North Carolina, en valt bestuurlijk gezien onder Johnston County.

## Demografie
Bij de volkstelling in 2000 werd het aantal inwoners vastgesteld op 1424.
In 2006 is het aantal inwoners door het United States Census Bureau geschat op 1835, een stijging van 411 (28,9%).

## Geografie
Volgens het United States Census Bureau beslaat de plaats een oppervlakte van
2,7 km², geheel bestaande uit land. Four Oaks ligt op ongeveer 60 m boven zeeniveau.

## Plaatsen in de nabije omgeving
De onderstaande figuur toont nabijgelegen plaatsen in een straal van 16 km rond Four Oaks.